# Els amos de Brooklyn
Els amos de Brooklyn (títol original en anglès,  Brooklyn's Finest ) és una pel·lícula estatunidenca d'Antoine Fuqua estrenada el 2009. Ha estat la primera pel·lícula venuda en l'edició 2009 del Festival de Cinema de Sundance el gener. S'ha doblat al català.

## Argument
Eddie, Sal i Tango són tres policies del districte 65, un dels més perillosos del nord de Brooklyn. Eddie, per jubilar-se en una setmana, intenta trobar confort en l'alcohol i amb Chantel, una jove prostituta. Pel que fa a Sal, que treballa a la brigada antidrogues, la seva dona està embarassada i té complicacions. La seva casa és massa petita, ja que esperen bessons i passaran de cinc a set persones. Pel seu costat, Tango vol tornar darrere: des de fa diversos anys, treballa sota cobertura i es fa passar per a un traficant de droga. Per això ha de ser un any a la presó, i la seva dona ha demanat el divorci.

## Repartiment
- Richard Gere: Eddie Dugan
- Don Cheadle: Tango
- Ethan Hawke: Sal
- Wesley Snipes: Caz
- Lili Taylor: Angela
- Mickael Kenneth Williams: Red
- Shannon Kane: Chantel
- Jesse Williams: Eddie Quinlan
- Logan Marshall Green: Melvil Panton
- Ellen Barkin: Agent Smith
- Will Patton: Tinent Bill Hobarts
- Brian F. O'Byrne: Ronny Rosario
- Vincent D'Onofrio: Carlo
- Tawny Cypress: Allisa Hughes

## Al voltant de la pel·lícula
- La pel·lícula ha estat presentada al Festival de Cinema de Sundance el 2009.
- La pel·lícula ha estat rodada a tres boroughs de Nova York: Manhattan, Queens i Brooklyn.[3]
- El títol original de la pel·lícula es refereix a la cançó Brooklyn's Finest de Jay-Z i The Notorious B.I.G., estrenada el 1996. Una altra peça de Jay-Z, Run This Town, és utilitzada al tràiler de la pel·lícula.